# Niemodlin
Nemodlín (česky také Falkenberk, polsky Niemodlin, německy Falkenberg) je město v jižním Polsku v Opolském vojvodství v okrese Opolí. Leží na historickém území Horního Slezska na řece Ścinawa Niemodlińska, pravém přítoku Kladské Nisy. Je sídlem městsko-vesnické gminy Niemodlin, k níž patří kromě samotného města dvacet sedm venkovských obcí. V roce 2024 zde žilo 5 853 obyvatel.
Nemodlínská nářečí představují jednu z hlavních nářečních skupin slezského jazyka.

## Historie
První písemná zmínka o městě pochází z roku 1224. V letech 1313–1460 a 1476–1497 bylo sídlem Falkenberského knížectví později včleněného do Opolska. Součást Koruny království českého od roku 1327, po první slezské válce připadlo Prusku a patřilo k německému státu až do konce druhé světové války, kdy bylo přičleněno k socialistickému Polsku. Autochtonní německé obyvatelstvo bylo po roce 1945 z velké části odsunuto.

## Památky
Nejvýznamnější památkou je hrad, který získal nynější podobu především v důsledku renesančních přestaveb v 16. století a od roku 2015 prochází rozsáhlou rekonstrukcí. Dále je zde dobře dochované historické jádro s dlouhým vřetenovitým náměstím, gotickým farním kostelem Nanebevzetí Marie Panny a pozůstatky středověkých hradeb. Staré Město se rozkládá ve své původní podobě na levém břehu Ścinawy, zatímco většina obyvatel žije na pravobřežních sídlištích.

## Partnerská města
- Dolyna, Ukrajina (2003)
- Pražmo, Česko (2013)
- Štíty, Česko (2007)
- Vechelde, Německo (2006)